# مايك إيمان
مايك إيمان هو سياسي هولندي، ولد في 1 سبتمبر 1961 في أورنجستاد في أروبا. نشط حزبياً في Aruban People's Party ‏. وقد انتخب member of the Estates of Aruba ‏ وانتخب رئيس وزراء أروبا ‏ (30 أكتوبر 2009 – ).